# Canal 300
El Canal 300 (pronunciado /tres-cents/ en catalán) fue un canal de televisión abierta español cuya programación se basaba en series de ficción de Televisión de Cataluña, la televisión autonómica de Cataluña (España). Fue inaugurado el 28 de noviembre de 2005. El 19 de septiembre de 2010, Canal 300 fue reemplazado por 3XL.
Compartía frecuencia con la emisora infantil Super3 y emitía de 9:30 PM a 7:00 AM, mientras que Super3 emitía el resto del día. Canal 300 también estaba disponible en las Islas Baleares, la Comunidad Valenciana, así como en zonas de Aragón (Franja oriental), el Rosellón (Francia) y Andorra.

## Historia
El canal fue lanzado en señal de prueba el 21 de noviembre de 2005 como el primer canal de Televisión de Cataluña exclusivamente lanzado para la TDT. El 28 de noviembre de 2005, el canal inició emisiones de forma oficial con una inauguración.
Desde el 3 de diciembre de 2006, el canal 300 comparte frecuencia con K3 (actualmente Super3) y su horario de emisión quedó reducido a la franja nocturna y matinal.
El 14 de mayo de 2010, la Televisión de Cataluña anunció que el 19 de septiembre de 2010, el canal 300 sería reemplazado por 3XL, de temática juvenil. No obstante, también se anunció que los actuales contenidos del canal pasarían a completar la oferta de El 33.

## Programación
El Canal 300 emitía una programación temática de ficción, que incluía películas, series y telefilmes, estrenados anteriormente en otros canales de Televisión de Cataluña, principalmente TV3. De estos, un 20% fueron de producción propia de la televisión autonómica.
Entre las series emitidas por el canal 300 se encontraban Bonanza, Superagent 86, Star Trek, Nip/Tuck, Beverly Hills, Dallas, Plats bruts, Ventdelplà , El cor de la ciutat , Poble nou o Estació d'enllaç, entre otras.
Como el resto de canales de TVC, toda la programación del 300 era emitida en idioma catalán.